# Championnat du Ghana de football 1958
Navigation
Saison suivante
La saison 1958 du Championnat du Ghana de football est la toute première édition de la première division au Ghana, la Premier League. Elle regroupe, sous forme d'une poule unique, les huit meilleures équipes du pays qui se rencontrent deux fois, à domicile et à l'extérieur. Il n'y a ni promotion, ni relégation en fin de saison.
C'est le club d'Hearts of Oak qui remporte le championnat cette saison après avoir terminé en tête du classement final, avec un seul point d'avance sur Cornerstones et deux sur Asante Kotoko. C'est le premier titre de champion du Ghana de l'histoire du club.

## Les clubs participants
| - Hearts of Oak - Asante Kotoko - Cornerstones - Great Olympics | - Eleven Wise - Sekondi Hasaacas - Mysterious Dwarfs - Venomous Vipers |

## Compétition
Le barème de points servant à établir les classements se décompose ainsi :
- Victoire : 2 points
- Match nul : 1 point
- Défaite : 0 point

### Classement
| Rang | Équipe            | Pts | J  | G  | N | P  | Bp | Bc | Diff |
| ---- | ----------------- | --- | -- | -- | - | -- | -- | -- | ---- |
| 1    | Hearts of Oak     | 21  | 14 | 10 | 1 | 3  | 38 | 20 | +18  |
| 2    | Cornerstones      | 20  | 14 | 9  | 2 | 3  | 28 | 17 | +11  |
| 3    | Asante KotokoC    | 19  | 14 | 9  | 1 | 4  | 43 | 30 | +13  |
| 4    | Great Olympics    | 17  | 14 | 7  | 3 | 4  | 29 | 22 | +7   |
| 5    | Eleven Wise       | 13  | 14 | 6  | 2 | 6  | 24 | 29 | -5   |
| 6    | Sekondi Hasaacas  | 10  | 14 | 3  | 4 | 7  | 19 | 27 | -8   |
| 7    | Mysterious Dwarfs | 8   | 14 | 2  | 4 | 8  | 14 | 32 | -18  |
| 8    | Venomous Vipers   | 4   | 14 | 0  | 4 | 10 | 10 | 28 | -18  |

|  | Champion du Ghana 1958             |
|  | C : Vainqueur de la Coupe du Ghana |

## Bilan de la saison
| Championnat du Ghana de football 1958 |                           |
| Champion                              | Hearts of Oak (1er titre) |
| Coupes et trophées                    |                           |
| Vainqueur de la Coupe du Ghana 1958   | Asante Kotoko             |